# Maria Poprzęcka

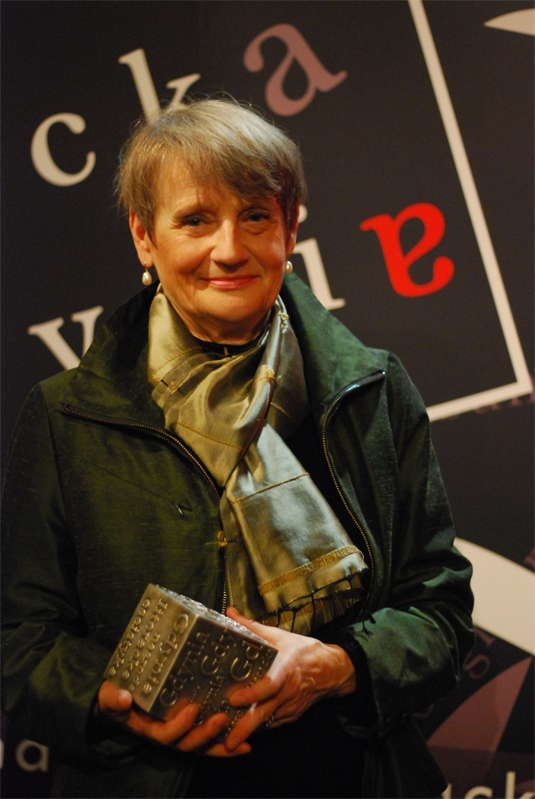
Prof. Maria Poprzęcka ze statuetką Nagrody Literackiej "Gdynia" w kategorii "eseistyka" (13 czerwca 2009)

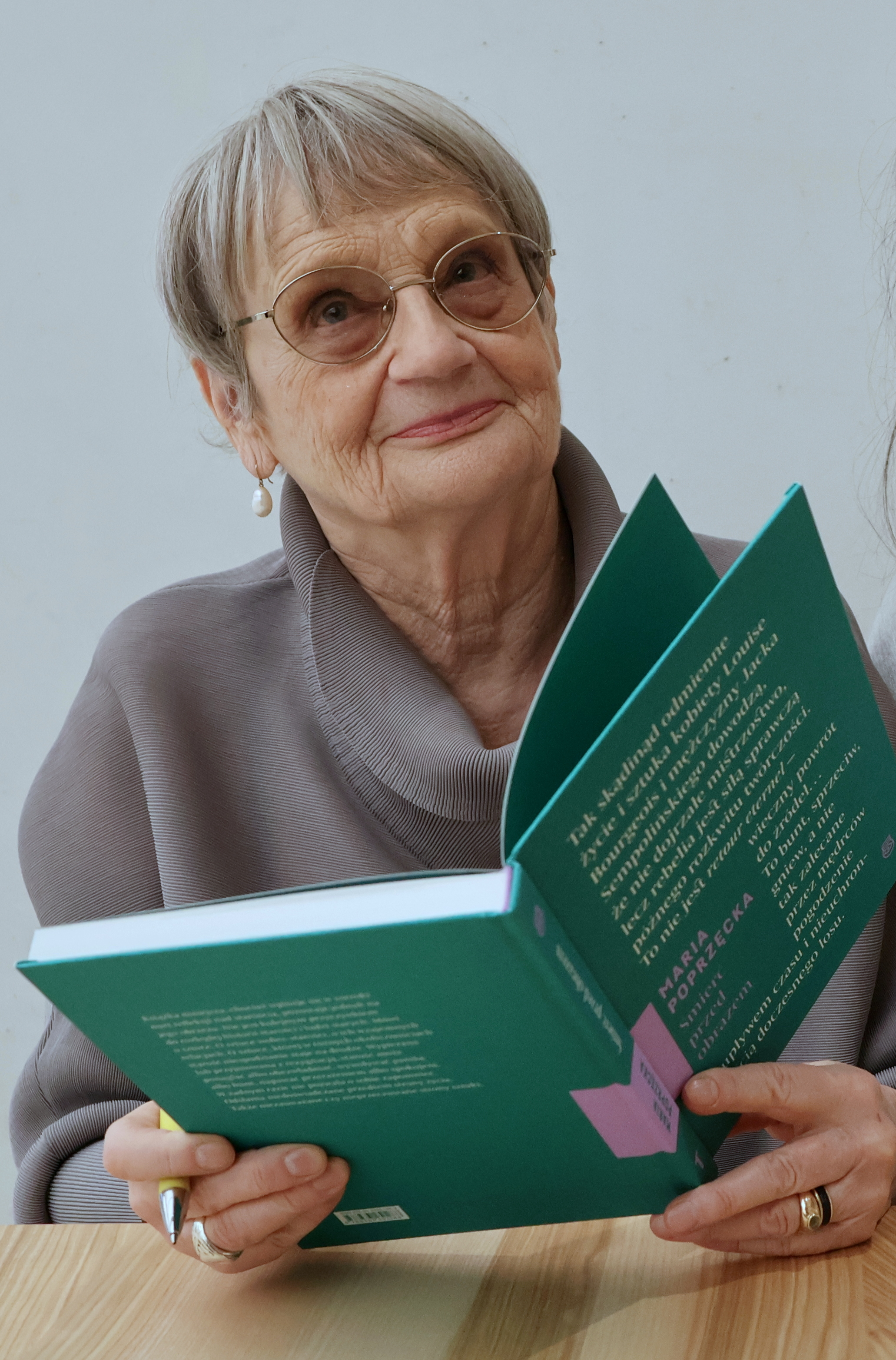
Maria Poprzęcka z egzemplarzem swojej książki Śmierć przed obrazem (2025)

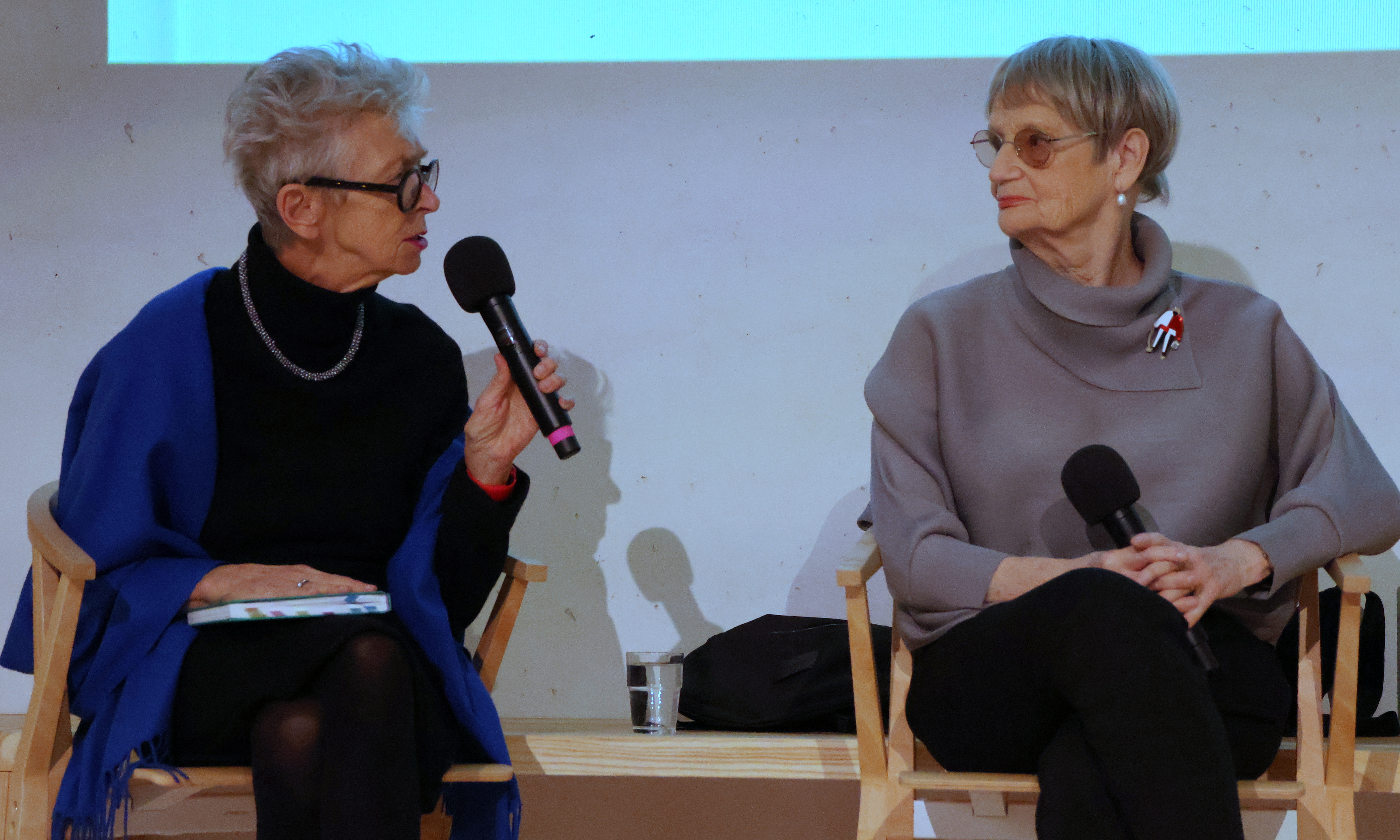
z Andą Rottenberg w Muzeum Sztuki Nowoczesnej w Warszawie (20 marca 2025)

Maria Joanna Poprzęcka (ur. 20 października 1942 w Warszawie) – polska historyk sztuki, profesor doktor habilitowany, dyrektor Instytutu Historii Sztuki Uniwersytetu Warszawskiego do 2008. Kierownik Podyplomowego Studium Muzealniczego IHS UW oraz kierownik Zakładu Dziejów Myśli o Sztuce. Od 1998 do 2010 prezeska Stowarzyszenia Historyków Sztuki. Członkini Polskiej Akademii Umiejętności oraz Towarzystwa Naukowego Warszawskiego.

## Działalność
Zajmuje się głównie malarstwem XIX wieku – zarówno „wysokim”, jak i popularnym – usytuowanym w szerokim kontekście krytycznym i teoretycznym. W pracy naukowej istotne są dla niej zagadnienia metodologiczne i aksjologiczne, zwłaszcza wynikające z badań nad sztuką nowoczesną.
Jest organizatorką konferencji metodologicznych w Nieborowie i autorką opracowań cyklicznych publikacji materiałów konferencyjnych z tych spotkań. Publikuje recenzje i felietony w „Dwutygodniku”. 
Należała do Rady Fundacji Książąt Czartoryskich. Od września 2005 do marca 2007 należała do Rady Programowej i Rady Muzeum mającego powstać Muzeum Sztuki Nowoczesnej w Warszawie.
Została członkiem komitetu poparcia Bronisława Komorowskiego przed przyspieszonymi wyborami prezydenckimi 2010.
Obecnie profesor zwyczajny w Kolegium „Artes Liberales” Wydziału „Artes Liberales” Uniwersytetu Warszawskiego.
Członek Rady Powierniczej Zamku Królewskiego w Warszawie.

## Nagrody i odznaczenia
W 2003 została odznaczona Krzyżem Kawalerskim Orderu Odrodzenia Polski „za wybitne zasługi w pracy naukowej i dydaktycznej”. W 2009 otrzymała Nagrodę Literacką Gdynia w kategorii eseju za książkę Inne obrazy, a w 2010 Nagrodę Ministra Kultury i Dziedzictwa Narodowego za książkę Arcydzieła malarstwa polskiego. W 2012 została laureatką złotego medalu „Zasłużony Kulturze Gloria Artis” za zasługi w zakresie ochrony dziedzictwa. W 2014 uhonorowana Nagrodą Polskiego PEN Clubu im. Mieczysława i Ksawerego Pruszyńskich. W 2021 przyznano jej Nagrodę im. Kazimierza Wyki za całokształt twórczości. W 2025 została nominowana do Nagrody im. Cypriana Kamila Norwida za książkę „Śmierć przed obrazem. O sztuce, starości i znikaniu” (wyd. słowo/obraz terytoria).

## Publikacje
- Kuźnia: mit, alegoria, symbol (redakcja Jan Białostocki; Państwowe Wydawnictwo Naukowe, Warszawa 1972);
- Akademizm, (Wydawnictwa Artystyczne i Filmowe, Warszawa 1977; wydanie drugie: Wydawnictwa Artystyczne i Filmowe, Warszawa 1980, ISBN 83-221-0104-X; wydanie trzecie rozszerzone: Wydawnictwa Artystyczne i Filmowe, Warszawa 1989, ISBN 83-221-0448-0;
- Czas wyobrażony. O sposobach opowiadania w polskim malarstwie XIX w. (Wydawnictwa Uniwersytetu Warszawskiego, Warszawa 1986; seria: Rozprawy Uniwersytetu Warszawskiego. Dissertationes Universitatis Varsoviensis, 0509-7177, 255);
- Polskie malarstwo salonowe (Wydawnictwa Artystyczne i Filmowe,, Warszawa 1991, ISBN 83-221-0584-3);
- Arcydzieła malarstwa polskiego. Masterpieces of Polish painting (tł. na język angielski Aleksandra Rodzińska-Chojnowska; Wydawnictwo Arkady, Warszawa 1997, ISBN 83-213-3949-2; liczne wznowienia);
- O złej sztuce (Wydawnictwa Artystyczne i Filmowe, Warszawa 1998, ISBN 83-221-0691-2);
- Pochwała malarstwa. Studia z historii i teorii sztuki (Wydawnictwo Słowo/Obraz Terytoria, Gdańsk 2000, ISBN 83-88560-10-7);
- Galeria. Sztuka patrzenia (Wydawnictwo Stentor, Warszawa 2003, ISBN 83-89315-23-8);
- Kochankowie z masakrą w tle i inne eseje o malarstwie historycznym (Wydawnictwo Stentor, Warszawa 2004, ISBN 83-89315-37-8);
- Akt polski (Edipresse Polska, Warszawa 2006, ISBN 83-7477-066-X; seria: Kolekcja "Przekroju" Malarze Polscy, t. 14);
- Inne obrazy. Oko, widzenie, sztuka. Od Albertiego do Duchampa (Wydawnictwo Słowo/Obraz Terytoria, Gdańsk 2008, ISBN 978-83-7453-808-4; wydanie drugie: Wydawnictwo Słowo/Obraz Terytoria, Gdańsk 2013, ISBN 978-83-7453-152-8);
- 55 skarbów Polski. Treasures of Poland (tł. na ang. Joanna Holzman; Wydawnictwo Arkady, Warszawa 2012, ISBN 978-83-213-4745-5; wydanie drugie jako: Skarby sztuki w Polsce. Treasures of Poland: Wydawnictwo Arkady, Warszawa 2017, ISBN 978-83-213-5015-8);
- Uczta bogiń. Kobiety, sztuka i życie (Wydawnictwo "Agora", Warszawa 2012, ISBN 978-83-268-0766-4);
- Na oko (Wydawnictwo Słowo/Obraz Terytoria-Narodowy Instytut Audiowizualny, Gdańsk-Warszawa 2015, ISBN 978-83-7453-394-2);
- Impas. Opór, utrata, niemoc, sztuka (Fundacja Terytoria Książki, Gdańsk 2019, ISBN 978-83-7908-142-4);
- Śmierć przed obrazem. O sztuce, starości i znikaniu (Wydawnictwo Słowo/Obraz Terytoria, Gdańsk 2024, ISBN 978-83-8325-128-8).

## Udział w pracach zbiorowych, opracowania (wybór)
- Teoretycy, artyści, krytycy o sztuce 1700–1870 (wybór, przedmowa i komentarz; wspólnie z Elżbietą Grabską; Warszawa 1974, seria: Historia doktryn artystycznych. Wybór tekstów, cz. 2; wydanie drugie uzupełnione: Państwowe Wydawnictwo Naukowe, Warszawa 1989, ISBN 83-01-08654-8);
- Sztuka dzisiaj. Materiały Sesji Stowarzyszenia Historyków Sztuki, Warszawa, listopad 2001 (redakcja; Stowarzyszenie Historyków Sztuki, Warszawa 2002, ISBN 83-88341-04-9);
- Widoki władzy. Konrad Pustoła (teksty: Maciej Gdula, Grzegorz Jankowicz, Marek Krajewski, Adam Mazur, Grzegorz Piątek, Maria Poprzęcka, Konrad Pustoła, Jarosław Trybuś; zespół redakcyjny: Magdalena Kobus, Ela Petruk, Bogna Świątkowska; Fundacja Nowej Kultury Bęc Zmiana, Warszawa 2011, ISBN 978-83-62418-11-4);
- Hipotezy i hipostazy.  Hypotheses and hypostases. Łukasz Huculak (autorzy tekstów: Bogusław Deptuła, Maria Poprzęcka; tłumaczenie Anita Wincencjusz-Patyn; Akademia Sztuk Pięknych im. Eugeniusza Geppert-Muzeum Regionalne, Wrocław-Stalowa Wola 2012, ISBN 978-83-60520-69-7);
- Róża jest różą - Rose is a rose (katalog wystawy Biura Wystaw Artystycznych w Tarnowie, 10 października - 24 listopada 2013 r.; Redakcja: Ewa Łączyńska-Widz, Jadwiga Sawicka; autorzy: Adam Bartosz, William Blake, Urszula Gieroń, Katarzyna Górawska, Aleksandra Jackowska, Ewa Łączyńska-Widz, Katarzyna Nalezińska, Maria Poprzęcka, Jadwiga Sawicka, Gertruda Stein; Biuro Wystaw Artystycznych, Tarnów 2013, ISBN 978-83-935538-8-4);
- Fakt, fikcja i fotografia albo Co się zdarzyło we Freshwater (zawiera: Virginia Woolf: Freshwater. Komedia, Julia Margaret Cameron, Maria Poprzęcka: Szaleństwa babki Julii, Magda Heydel: "Daleko wam do niej". Virginia Woolf. Julia Margaret Cameron i kobiece fotografie niekonwencjonalne; pomysł, wstęp i przekład Magda Heydel; Społeczny Instytut Wydawniczy Znak, Kraków 2013, ISBN 978-83-240-2114-7);
- Historia sztuki wobec globalizacji (redakcja; Stowarzyszenie Historyków Sztuki, Warszawa 2013, ISBN 978-83-88341-72-4);
- Historyczna rezydencja we współczesnym mieście (redakcja; Materiały z konferencji w Warszawie 12-14 października 2012 r.; Ośrodek Badań nad Epoką Stanisławowską. Muzeum Łazienki Królewskie, Warszawa 2014, ISBN 978-83-64178-19-1);
- Łazienki - pamięć i niepamięć (zawiera ponadto: Wiktor Jerofiejew: Natura wolności. Łazienki między Wschodem a Zachodem w przekładzie Michała B. Jagiełły; dwa eseje o Łazienkach Królewskich: o historii parku i jego roli jako miejsca pamięci znaczących wydarzeń w historii kraju oraz o architekturze i klimacie Łazienek jako świadectwach związku kultury polskiej z Zachodem. Publikacja zawiera ryciny ze zrealizowanymi i niezrealizowanymi projektami budowli w Łazienkach autorstwa Jana Christiana Kamsetzera, Dominika Merliniego i Vincenzo Brenny; Muzeum Łazienki Królewskie, Warszawa 2014);
- Obraz między kultem a lękiem (redakcja; zawiera: Michał Janocha: Ikonoklazm wczoraj i dziś, Antoni Ziemba: Późnośredniowieczne oblicza Chrystusa, Maria Poprzęcka: Gioconda - fetysz i ofiara, Waldemar Baraniewski: Zachować - zniszczyć - przekształcić; Wydawnictwo Pracownia, Gdańsk 2015, ISBN 978-83-89945-90-7);
- Obraz żywy (redakcja; Stowarzyszenie Historyków Sztuki, Warszawa 2015, ISBN 978-83-943684-3-2);
- Sztuka w naszym wieku. Kolekcje Zachęty - Narodowej Galerii Sztuki oraz Fundacji Sztuki Polskiej ING - Art in our age. Collections of Zachęta - National Gallery of Art and the ING Polish Art Foundation (publikacja towarzysząca wystawie w Zachęcie - Narodowej Galerii Sztuki, 12.12.2015 r.-31.01.2016 r.; autorzy: Jakub Banasiak, Kamila Bondar, Klara Czerniewska, Sebastian Cichocki, Marta Czyż, Oskar Dawicki, Łukasz Gorczyca, Dorota Jarecka, Ewa Łączyńska-Widz, Krzysztof Nowakowski, Maria Poprzęcka, Dawid Radziszewski, Karol Sienkiewicz, Hanna Wróblewska, Iwo Zmyślony, Szymon Żydek; redakcja Magdalena Miecznicka; tłumaczenie Soren Gauger; Fundacja Sztuki Polskiej ING-Zachęta - Narodowa Galeria Sztuki, Warszawa 2015, ISBN 978-83-931382-2-7);
- XYZ. O profesorze Mieczysławie Porębskim (teksty: Krystyna Czerni, Maria Poprzęcka, Jerzy Porębski, Maria Anna Potocka; Muzeum Sztuki Współczesnej MOCAK, Kraków 2015, ISBN 978-83-62435-19-7);
- Magia kwadratu. The magic of the square (autorzy tekstów: Bogusław Deptuła, Paweł Drabarczyk, Krystyna Greub-Frącz, Maria Poprzęcka; redakcja Bogusław Deptuła, Paweł Drabarczyk; tłumaczenie: Ewa Kanigowska-Giedroyć, Aleksandra Sobczak; Wystawa: Państwowa Galeria Sztuki, Sopot, 7 października 2016 r. - 29 stycznia 2017 r. Tekst równoległy w języku polskim i angielskim; Państwowa Galeria Sztuki, Sopot 2016, ISBN 978-83-8040-027-6);
- Sztuka przeciwko historii sztuki (redakcja; Stowarzyszenie Historyków Sztuki, Warszawa 2017, ISBN 978-83-88341-98-4; seria: Studia z Metodologii Historii Sztuki);
- Sztuka w sztuce. Art in art (katalog wystawy w Muzeum Sztuki Współczesnej MOCAK, Kraków, 28 kwietnia - 1 października 2017 r.; tekst równoległy w języku polskim i angielskim; teksty: W. J. T. Mitchell, Maria Poprzęcka, Maria Anna Potocka, Joanna Wojnicka; redakcja: Delfina Jałowik, Monika Kozioł, Maria Anna Potocka; przekład Ben Koszalka, Anda MacBride, Anna Rucińska-Barnaś; Muzeum Sztuki Współczesnej MOCAK, Kraków 2017, ISBN 978-83-65851-00-0);
- Artysta/kurator (redakcja; Stowarzyszenie Historyków Sztuki, Warszawa 2019, ISBN 978-83-953155-6-5; seria: Studia z Metodologii Historii Sztuki);
- Jacek Sempoliński. Z malarstwem sobie poradzę. Galeria aTAK, Warszawa - I think I can handle painting. aTAK Gallery, Warsaw 16 V - 31 VII 2019 (nota biograficzna Agnieszka Szewczyk; tłumaczenie Teresa Ossowska; Galeria aTAK, Warszawa 2019, ISBN 978-83-951488-1-1);
- Każdemu jego śmietnik. Szkice o śmieciach i śmietniskach (autorzy: Beata Chomątowska, Paweł Dunin-Wąsowicz, Natasza Goerke, Zbigniew Mikołejko, Włodzimierz Karol Pessel, Maria Poprzęcka, Małgorzata Rejmer, Anda Rottenberg, Filip Springer, Ziemowit Szczerek, Krzysztof Środa, Ilona Wiśniewska, Urszula Zajączkowska; Wydawnictwo Czarne, Wołowiec 2019, ISBN 978-83-8049-921-8);
- Jan Dobkowski (redakcja Marika Kuźmicz; teksty: Jakub Dąbrowski, Marianna Dobkowska, Marika Kuźmicz, Maria Poprzęcka, Post Brothers; przekład: Łukasz Mojsak, Karol Waniek; Fundacja Arton, Warszawa 2020, ISBN 978-83-956488-3-0);
- My i psy, psy i my. Us and dogs, dogs and us (katalog wystawy Państwowej Galerii Sztuki w Sopocie, 15 października 2021 r. - 16 stycznia 2022 r.; teksty: Bogusław Deptuła, Maria Poprzęcka, Milena Niedziela; tłumaczenia Paulina Bożek; Państwowa Galeria Sztuki, Sopot 2021, ISBN 978-83-8040-087-0);
- Michał Stonawski (katalog wystawy w Galerii Sztuki Współczesnej Bunkier Sztuki, Kraków, 23 lipca - 2 października 2022 r.; tekst równolegle w języku polskim i w przekładzie angielskim; redakcja Agnieszka Mazoń; teksty: Andrzej Bednarczyk, Agnieszka Mazoń, Maria Poprzęcka, Maria Anna Potocka, Michał Stonawski; przekład Anda MacBride; Wydawnictwo Bunkier, Kraków 2022, ISBN 978-83-62224-90-6);
- Edward Dwurnik. Robotnicy - Workers (eseje: Maria Poprzęcka, Jörg Heiser, Łukasz Gorczyca; inne teksty: Teresa Gierzyńska, Pola Dwurnik, Daniel Ożga, Osman Djajadisastra; tłumaczenie: Michał Golubiewski; Fundacja Edwarda Dwurnika, Warszawa 2023, ISBN 978-83-967626-0-3);
- Andrzej Wróblewski. Exhibiting (redakcja: Magdalena Ziółkowska, Wojciech Grzybała; autorzy: Noit Banai, Marek Bieńczyk, Adam Boniecki, Marzenna Ciechańska, Maja and Reuben Fowkes, Soren Gauger, Eckhart Gillen, Zofia Gołubiew, Wojciech Grzybała, Owen Hatherley, Tom Holert, Dorota Jarecka, Joanna Kiliszek, Aleksander Kościów, Eryk Krasucki, Anna Król, Mira Marcinów, Zbigniew Mikołejko, Ania Muszyńska, Ruth Noack, Robert Piłat, Martin Pollack, Maria Poprzęcka, Dieter Roelstraete, Tadeusz Różewicz, Marek Sobczyk, Olga Stanisławska, Agnieszka Szewczyk, Steven ten Thije, Martin Waldmeier, Marta Wróblewska, Andrzej Wróblewski, Magdalena Ziółkowska; translations: Joanna Figiel, Soren Gauger, Krzysztof Kościuczuk, Aaron Shoichet, Joanna Trzeciak-Huss; Hatje Cantz Verlag GmbH-Fundacja Andrzeja Wróblewskiego, Berlin-Warszawa 2024, ISBN 978-3-7757-5153-7 ISBN 978-83-935822-3-5);
- Nie wiem (wstęp: Filip Springer; autorzy: Ewa Łętowska, Aleksandra Przegalińska-Skierkowska, Anna Nacher, Tadeusz Sławek, Inga Iwasiów, Adam Leszczyński, Agnieszka Holland, Jerzy Hausner, Julia Fiedorczuk, Janina Ochojska, Michał Buchowski, Adam Ringer, Wilhelm Sasnal, Jarosław Mikołajewski, Anda Rottenberg, Zbigniew Mikołejko, Grzegorz Gorzelak, Hanna Krall, Anna Streżyńska, Maria Poprzęcka, Zbigniew Karaczun, Andrzej Zybała, Edwin Bendyk, Ryszard Koziołek, Ewa Kuryłowicz, Marek Krajewski, Andrzej Leder, Stanisław Obirek, Magda Heydel, Łukasz Andrzej Turski; Wydawnictwo Dowody, Warszawa 2024, ISBN 978-83-65970-19-0).